# Gare de Shitte
La gare de Shitte (尻手駅, Shitte-eki) est une gare ferroviaire située dans la ville de Kawasaki, dans la préfecture de Kanagawa au Japon. Elle est exploitée par la East Japan Railway Company (JR East).

## Situation ferroviaire
La gare de Shitte est située au point kilométrique (PK) 1,7 de la ligne Nambu. Elle marque le début de la branche vers Hama-Kawasaki.

## Histoire
La gare est inaugurée le 9 mars 1927.

## Service des voyageurs

### Accueil
La gare dispose d'un bâtiment voyageurs, avec guichets, ouvert tous les jours.

### Desserte
- Ligne Nambu :
  - voie 1 : direction Kawasaki
  - voie 2 : direction Noborito et Tachikawa
  - voie 3 : direction Hama-Kawasaki